# Peter Ulrich Frederik Benzon
Peter Ulrich Frederik Benzon (1760 – 21. januar 1840) var en dansk amtmand.
Han var en søn af oberstløjtnant Christian Benzon (d. 1801), blev 1777 kammerjunker, 1778 hofjunker, 1779 Exam. Juris, fik 1781, altså kun 21 år gammel, ikke alene kammerherrenøglen, men også ifølge en kabinetsordre bestalling som amtmand over Stavanger Amt, uagtet Rentekammeret gjorde opmærksom på, at bl.a. en så dygtig mand som kammeradvokat Christian Colbjørnsen var ansøger til embedet; men allerede 1785 søgte og fik han af hensyn til sin "Hustrus svagelige Helbred, der ikke kunde taale Stavanger Amts strænge Luft", sin afsked med 300 Rdl. årligt i ventepenge, "indtil hans Vilkaar maatte forbedre sig", – et talende vidnesbyrd om, hvad hofgunst i hine tider kunne udrette. 1801 overtog han Det tirsbækske Fideikommis, som han senere mageskiftede med Christiansdal, og døde 21. januar 1840.
Han blev 4. september 1781 gift med Juliane Wilhelmine Wedel-Jarlsberg (14. maj 1753 – 25. juli 1802), en datter af grev Frederik Christian Otto Wedel-Jarlsberg og Sophie f. Huitfeldt. Efter hendes død ægtede han 19. oktober 1805 Frederica Edel Benedicta Brüggemann (25. marts 1777 – 24. december 1846), en datter af oberst Nicolai Brüggemann og Vibeke Marie f. Pentz.